# Daniel Schenker

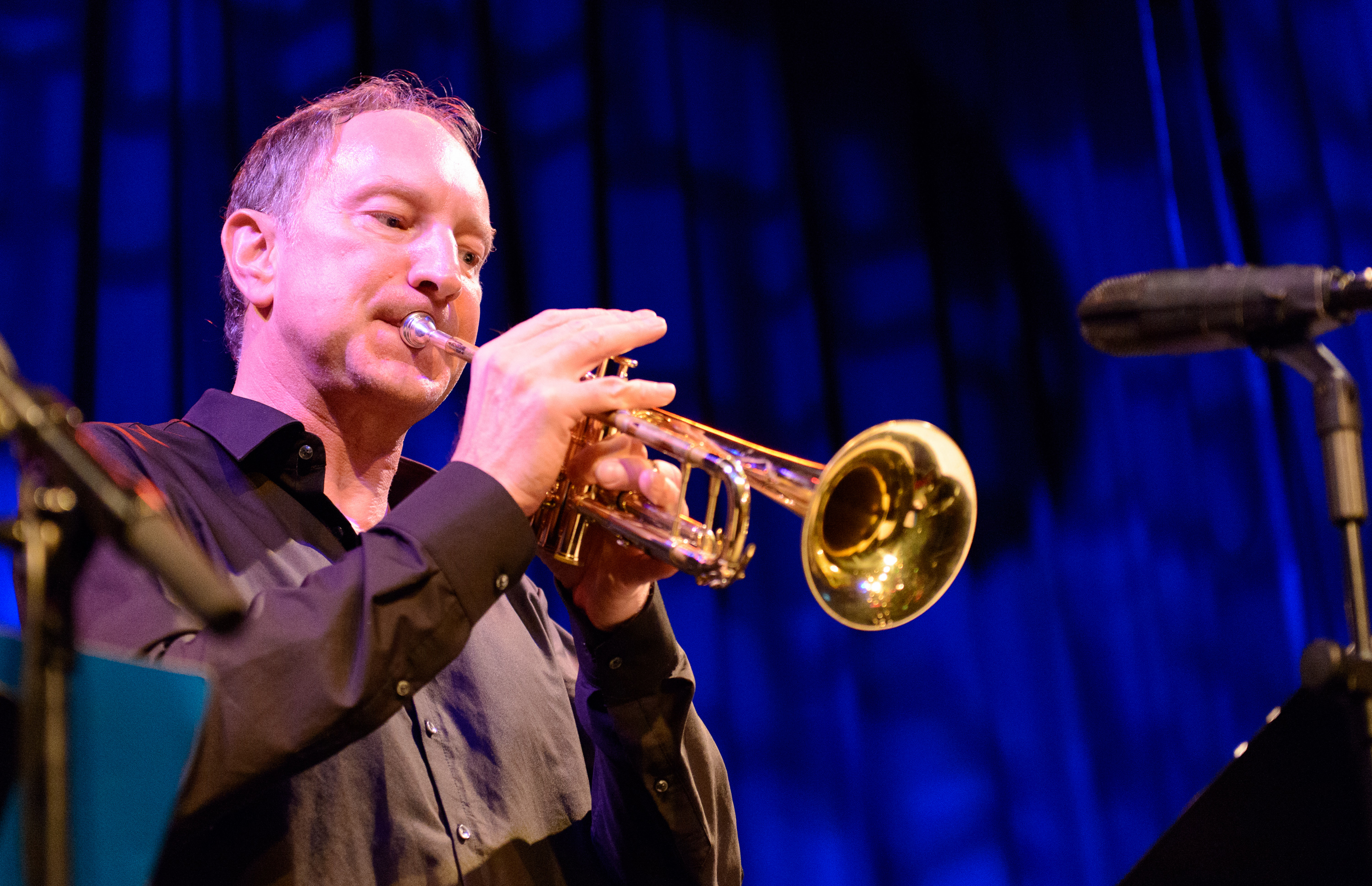
Daniel Schenker im Zürcher Jazzclub MOODS (2014)

Daniel Schenker (* 25. März 1963 in Männedorf ZH) ist ein Schweizer Jazztrompeter und Flügelhornist.

## Leben und Wirken
Daniel Schenker begann mit 10 Jahren Trompete zu spielen. Nach einem abgeschlossenen Informatikstudium an der ETH Zürich studierte er 1992 bis 1995 an der Swiss Jazz School in Bern beim Belgischen Trompeter und Komponisten Bert Joris, bei Frank Sikora und Joe Haider. Nach dem Berufsdiplom folgte der Beginn der beruflichen Musikertätigkeit und ab 1997 mehrere New York-Aufenthalte. Schenker spielte mit Bill Holman und Joe Lovano (auf dem „Generations Festival“ 1998 in Frauenfeld), mit Kenny Werner am Feldkirch Festival 2002, sowie in  Schweizer Formationen, unter anderem mit Adrian Frey, Elmar Frey, George Gruntz, dem „Brigitte Dietrich-Joe Haider Jazz Orchester“, Herbie Kopf (Tourneen in Brasilien, Russland und dem Baltikum), Domenic Landolf, Pepe Lienhard (Konzerte in Thailand), Christoph Merki, Marianne Racine, Daniel Schnyder, Nat Su, Chris Wiesendanger, dem Martin Streule Jazz Orchestra sowie mit den in der Schweiz lebenden Brasilianischen Musikern  Rodrigo Botter Maio, Ademir Candido und Eduardo „Dudu“ Penz.
Seit 2001 leitet Schenker ein eigenes Quartett (mit Stefan Aeby am Klavier, Dominique Girod am Bass und Elmar Frey am Schlagzeug), für welches er auch komponiert. Es entstanden vier Alben, zwei davon mit dem Gast-Tenorsaxophonisten Chris Cheek. Anlässlich einer Tour arbeitete das Quartett auch mit Tony Lakatos zusammen.
Seit der Interimsleitung im Jahr 2013 ist Schenker Coleiter des „Zurich Jazz Orchestra“. Als Programmverantwortlicher entstanden so Projekte mit Thomas Gansch, Bill Holman, Nelson Faria, Jojo Mayer und vielen anderen. Neben seiner aktiven Musikertätigkeit wirkte Schenker als Experte in der Sendung „Jazz Collection“ des Schweizer Radio SRF 2 Kultur mit.
Schenker ist Professor für Trompete und Gehörbildung an der Jazzfakultät der Zürcher Hochschule der Künste (ZHdK). Zusammen mit seinem Sohn Elia Schenker entwickelte er 2020–2021 die Gehörbildungs-App „ET - Ear Trainer“.

## Diskographische Hinweise

### Daniel Schenker Quintet
- [1] Daniel Schenker Quintet mit Chris Cheek „Times of Innocence“ (2020, TCB Records)

### Daniel Schenker Quartet
- „Jardim Botânico“ (2010, musiques suisses)
- Daniel Schenker Quartet mit Chris Cheek (Tenor- und Sopransaxophon) „Soundlines“ (2006, TCB Records)
- „Iridium“ (2003, Brambus records)

### Mitwirkung als Sideman
- JCT All Stars Just in Time (2019, Eigenvertrieb)
- Zurich Jazz Orchestra „Three Pictures“ (2018, Mons Records)
- Floriano Inacio Junior „Paulistano“ (2018, Brambus Records)
- Klaus Koenig „Seven Things I Always Wanted To Say“ (2016, TCB Records)
- Christoph Merki „Psychedelic Mountain“ (2016, Unit Records)
- Klaus Koenig „Seven Things“ (2014, TCB Records)
- Seven „Unplugged“ (2011, Sony Music)
- Markus Stalder Blumen „Le cadeau“ (2011, Unit Records)
- Axel Fischbacher „The World Is not a Disc“ (2010, Jazzsick Records)
- Andreas Vollenweider „Air“ (2009, Edel Records)
- Martin Streule Jazz Orchestra „Fire“ (2007, Unit Records)
- Mathias Kielholz „Sunny Strings“ (2006, Brambus Records)
- Zurich Jazz Orchestra „Beyond Swiss Tradition“ (2005, Universal/Emarcy)
- Herbie Kopf Nonet „U.F.O. Universal Fake Orchestra“ (2004, Brambus Records)
- Elmar Frey Sextett „News from the Past“ (2004, Privave Records)
- Adrian Frey Septet „Seven Songs“ (2004 Altrisuoni)
- Michael von der Heide „Helvetia“ (2003, Sony BMG)
- hip-noses „Lucky Numbers“ (2002, Edition Musikat)
- Brigitte Dietrich – Joe Haider Jazz Orchestra „Consequences“ (2001, JHM Records)
- Eliane Cueni Septet: hey hag (2000, Turicaphon 73614)
- Esther Bächlin Group „Newborn Day“ (1999, Eigenvertrieb)

## Lexikalische Einträge
- Peter Rüedi (Hrsg.): Stolen Moments. 1522 Jazzkolumnen. Echtzeit, Zürich 2013, ISBN 978-3-905800-71-5.
- Bruno Spoerri (Hrsg.):  Biografisches Lexikon des Schweizer Jazz. CD-Beilage zu: Bruno Spoerri (Hrsg.): Jazz in der Schweiz. Geschichte und Geschichten. Chronos, Zürich 2005, ISBN 3-0340-0739-6.
- Ueli Staub (Hrsg.): Jazzstadt Zürich. Von Louis Armstrong bis Zurich Jazz Orchestra. Neue Zürcher Zeitung, Zürich 2003, ISBN 3-03823-012-X.